# مبدل‌پوشی

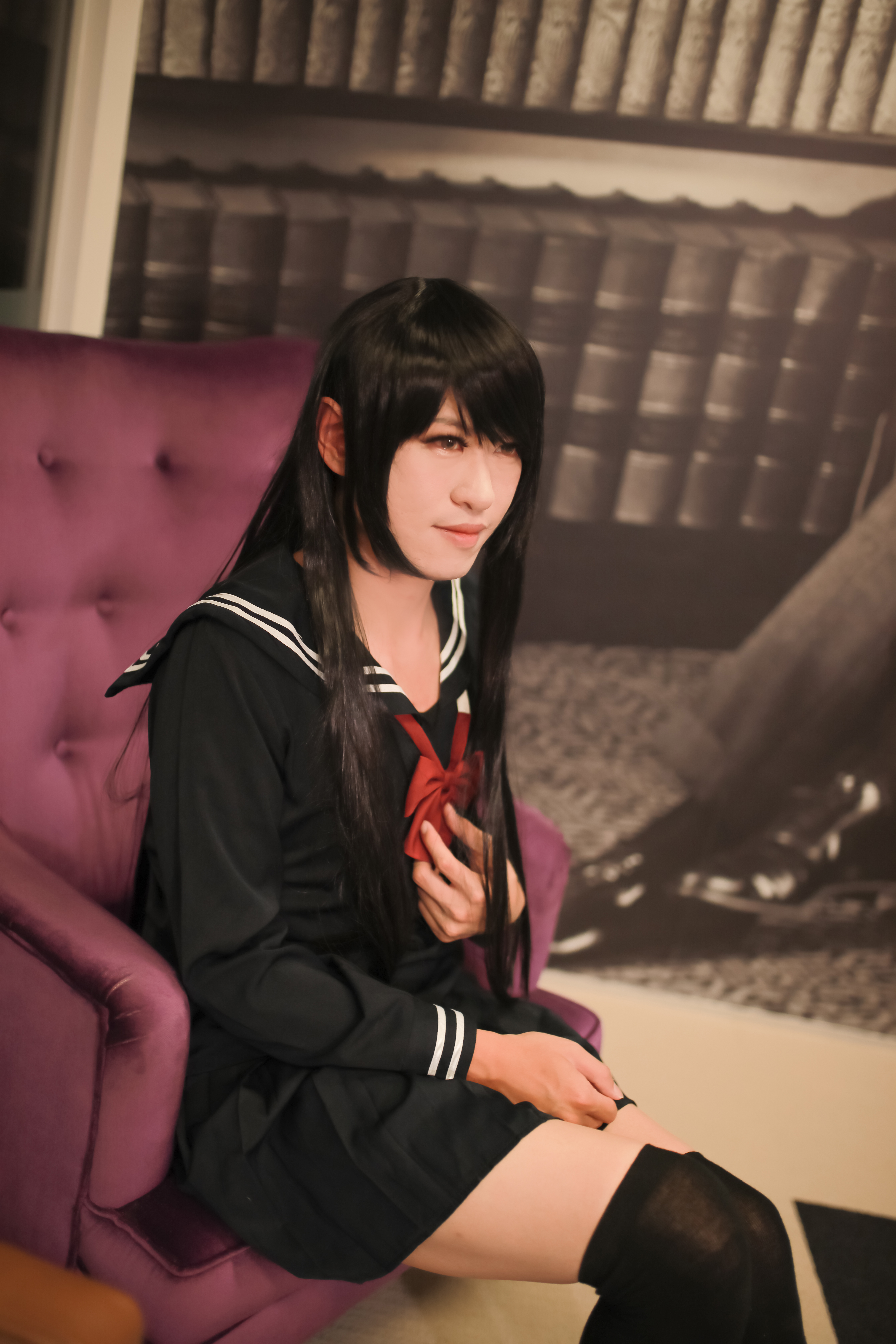

مبدل‌پوشی (به انگلیسی: Cross-dressing)، به عمل پوشیدن لباس جنس مخالف، بدون توجه به دلیل آن و با هر دلیل ممکن، گفته می‌شود. موارد استفاده از این اصطلاح، انواع مختلف مبدل‌پوشی در عصر حاضر و در طول تاریخ، تحلیل رفتار مبدل‌پوشی و مثال‌هایی تاریخی از مبدل‌پوشی در ادامهٔ این مقاله بررسی می‌شوند.
برخلاف نظر فراگیر در اذهان عمومی و پیش داوریها در مورد مبدل‌پوشی، بسیاری از افرادی که لباس جنس مخالف را می‌پوشند، این کار را برای دلایل جنسی یا یادگارخواهانه انجام نمی‌دهند.
در قدیم مبدل‌پوشی قسمتی از واژه چتری تراجنسی محسوب می‌شد اما امروزه تنها تعریفی برای افرادی است که لباس های منتسب به جنسیت دیگری را می‌پوشند و یک مبدل‌پوش میتواند یک فرد هم‌سوجنسی باشد. 

## کاربرد
امروزه و در طول تاریخ، هر جامعه‌ای مجموعه‌ای از دیدگاه‌ها، خط مشی‌ها یا قوانینی در مورد پوشیدن لباس جنس مخالف داشته‌است. مبدل‌پوشی می‌تواند به‌عنوان یک رفتار تراجنسی محسوب گردد، اما همیشه نمی‌توان آن را به‌عنوان نشانه‌ای از هویت تراجنسی در یک شخص محسوب نمود. به بیان دیگر، فردی که مبدل‌پوشی می‌کند لزوماً خود را به‌عنوان فردی از جنسیت دیگر محسوب نمی‌کند و هویت جنسی خود را متعلق به جنسیت دیگر نمی‌داند. البته، در پاره‌ای افراد این مورد صادق است.
اصطلاح مبدل‌پوشی در ساده‌ترین مفهوم خود مشخص‌کنندهٔ انجام عمل یا روی دادن رفتاری است بدون وجود دلایل وابسته یا پیامدی آن رفتار. با وجود این بعضی از افراد، ناخودآگاهانه رفتارهای مبدل‌پوشانه را به هویت تراجنسی و بعضاً به رفتارهای جنسی، یادگارخواهانه یا همجس‌خواهانه مربوط می‌سازند و آن را انگیزهٔ مبدل‌پوشی می‌دانند و آزرده می‌شوند. با اینکه تصور چنین انگیزه‌هایی برای مبدل‌پوشی ممکن است در بعضی موارد صحیح باشد و فرد مبدل‌پوش انگیزه‌هایی جنسی، یادگارخواهانه یا همجنس‌خواهانه داشته باشد، حس آزردگی از مشاهدهٔ مبدل‌پوشی معمولاً نوعی سوء تفاهم است چرا که مبدل‌پوشی به خودی خود دلالت بر وجود انگیزهٔ خاصی ندارد.
در هر صورت، اصطلاح مبدل‌پوش تنها برای توصیف افرادی استفاده نمی‌شود که بدون انگیزهٔ خاص مبدل‌پوشی می‌کنند. در بعضی جوامع امروزی غربی این اصطلاح در معنایی بکار می‌رود که گروهی از افراد مبدل‌پوش دارای بدن مذکر و هویت جنسی مردانه که مبدل‌پوشی یادگارخواهانه نیز نیستند و نمایش و رقص با لباس مبدل را نیز انجام نمی‌دهند، جهت توصیف خود از این مفهوم اصطلاح می‌کنند. این افراد معمولاً خود را به‌عنوان بخشی از طیف افراد تراجنسی محسوب می‌نمایند.
مبدلپوش خواندن شخصی که متعلق به این گروه اخیر نباشد، به احتمال زیاد باعث به وجود آمدن سوء تفاهم می‌شود و گاهی اوقات باعث رنجش آن فرد می‌گردد.
به‌عنوان مثالی برای واضح‌سازی پیچیدگی موجود در این مفاهیم، مردانی که خود را به شیوهٔ «گوت»‌ها آرایش می‌کنند ممکن است موهای بلند داشته باشند، چهرهٔ خود را به شکل کاملاً مشخصی آرایش نمایند و پیراهن توری یا حتی دامن بپوشند (که البته این البسه با پیراهن‌ها و دامن‌ها زنان «گوت» متفاوت است). با وجود اینکه این‌ها در نظر خیلی از افراد به‌عنوان مبدل‌پوشی محسوب می‌شود، در خرده‌فرهنگ «گوت»‌ها بدین شکل به آن نگریسته نمی‌شود و لزوماً کسی که این البسه را می‌پوشد یک مبدل‌پوش محسوب نمی‌شود.

## قابل قبول بودن
با اینکه بعضی از مبدل‌پوش‌ها با توجه به انگیزه‌های مبدل‌پوشی خود ممکن است هیچ میل یا قصدی برای تنظیم کردن رفتارهای خود با رفتارهای افراد متعلق به آن جنس که لباس‌های آن را برای مبدل‌پوشی انتخاب می‌کنند، نداشته باشند اما بسیاری از آن‌ها نیز هستند که برای به وجود آوردن تقلیدی کامل تعلق از جنسیت دیگر، با روش‌هایی چون اطوار و اخلاق شخصی، الگوهای صحبت کردن خاص و تقلید خصوصیات جنسیتی تلاش می‌کنند. به این تلاش‌ها در اصطلاح مرسوم «تلاش برای قابل قبول بودن» می‌گویند.
بعضی از افراد دیگر، روشی ترکیبی را استفاده می‌کنند، به‌عنوان مثال؛ مردی که هم ریش دارد و هم یک پیراهن زنانه پوشیده‌است. به این روش معمولاً «سپوختن جنسیت» (Genderfuck) گفته می‌شود.

### در متون مذهبی
در عهد عتیق در کتاب تثنیه در مورد مبدلپوشی چنین گفته شده‌است:
شاید از همین روست که در تمامی ادیان ابراهیمی (یهودیت، مسیحیت و اسلام) این عمل مذموم شمرده می‌شود.

## انواع خاص مبدل‌پوشی

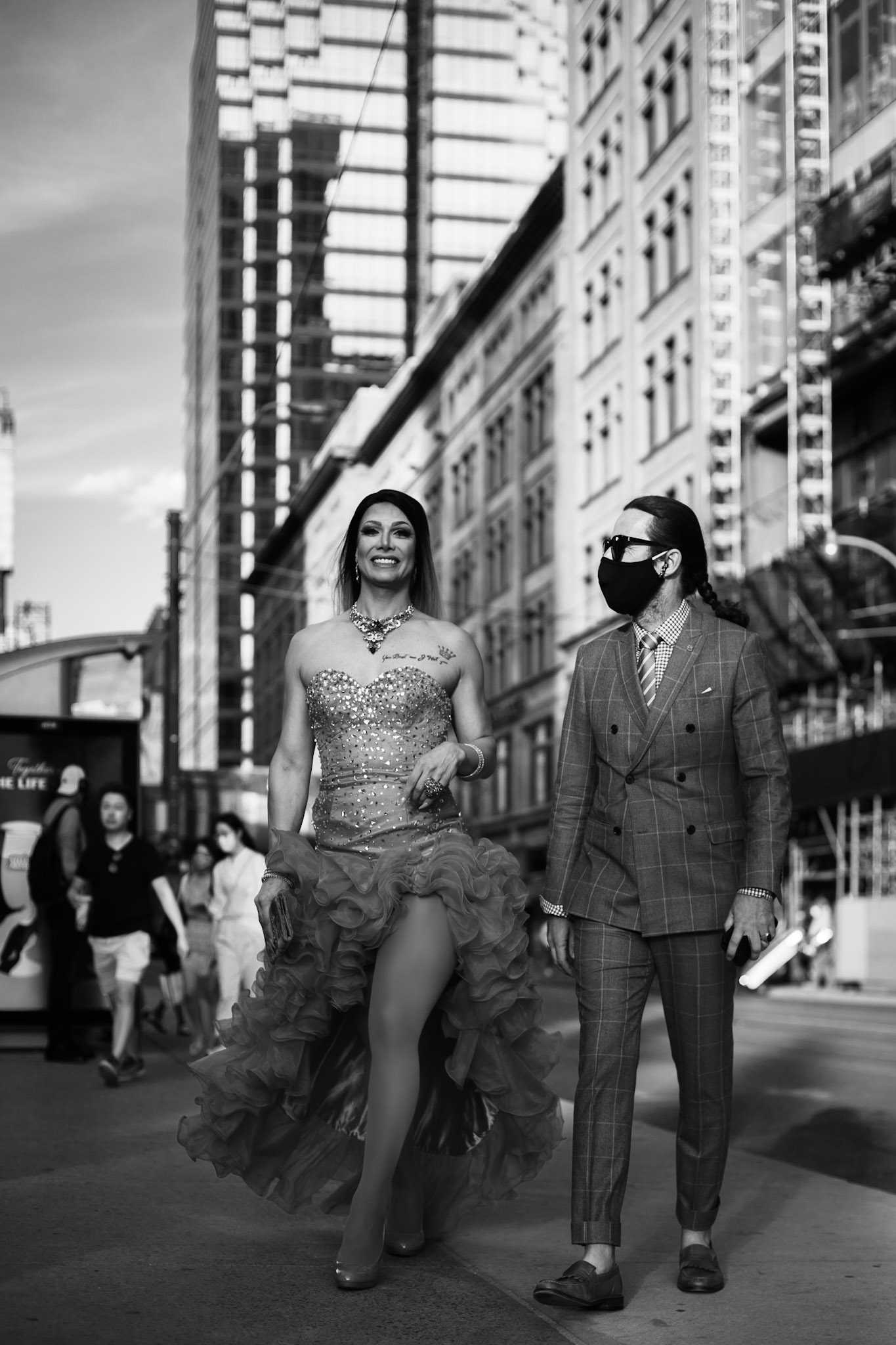
درگ کوِِیین ایرانی (یاقوت) در خیابان های تورنتو _ عکس از پوریا افخمی

طبقه‌بندی زیر انواع خاص مبدل‌پوشی را مشخص می‌کند. فهرست طبقه‌بندی‌ها کامل نیست؛ انواع فراوان دیگری از مبدل‌پوشی وجود دارند که طبقه‌بندی خاصی ندارند یا در اینجا فهرست نشده‌اند.

### مبدل‌پوشی بدون ارتباط با تراجنسیتی
- در بسیاری از فرهنگ‌ها مبدل‌پوشی آیینی وجود دارد.
- زنانی که می‌خواستند در زمان جنگ از اسارت و تجاوز فرار کنند.
- داستان‌های زیادی در مورد مردانی وجود دارد که از کسی که لباس جنس مخالف را به منظور فراری دادن پوشیده‌است، گریخته‌اند.
- زنانی که خواستار حضور در حرفه‌ها و مناصب اختصاصی مردان یا تحت تسلط مردان هستند. بخش نمونه‌های معروف تاریخ را در زیر ببینید.
- مبدل‌پوشی می‌تواند برای انجام ابراز نظرهای سیاسی یا جلب توجه به یک ابراز نظر یا عمل سیاسی استفاده شود. به‌عنوان مثال، هم‌زمان با موج ابتدایی فعالیت‌های عمل‌گرایانهٔ همجنسگراها پس از ماجرای حملهٔ پلیس در سال ۱۹۶۹ به یکی از نوشگاه‌های ویژهٔ افراد همجنس‌گرا به نام Stonewall در نیویورک و شورش‌هایی که پس از آن روی داد، استفاده از مبدل‌پوشی برای به ریشخند گرفتن این ایده که «مردان شایسته همجنس‌گرا نیستند»، بسیار معمول بوده‌است.
- بسیاری از فیلم‌ها، کتاب‌ها و… مبدل‌پوشی را با نیت ایجاد کمدی ارائه می‌کنند. (مثال‌ها را در پایین مشاهده کنید)

https://commons.wikimedia.org/wiki/File:Drag_Queen_in_Toronto_by_Pouria_Afkhami_pixoos_05.jpg

### مبدل‌پوشی مرتبط با تراجنسیتی
افراد تراجنسیتی که کاملاً نقش جنسیتی خود را تغییر داده‌اند و در حال حاضر در یک نقش جنسیتی متفاوت با نقش جنسیتی که زمان تولد به آن‌ها اختصاص داشته‌است، معمولاً به عنوان افراد مبدل‌پوش محسوب نمی‌شوند. بسیاری از افراد تراجنسیتی که سرانجام توانسته‌اند فرایندگذار جنسیتی را انجام دهند، پیش از این‌گذار برای تسکین احساسات تراجنسیتی خود، مبدل‌پوشی می‌کرده‌اند.
- مبدل‌پوش: بالا را ببینید
- مبدل‌پوش جنسی (تراپوش): مبدل‌پوشی جنسی را ببینید
- ملکهٔ زرق و برق (drag queen) فردی است دارای بدن مذکر که با لباس‌ها و کفش‌های بشدت پر زرق و برق و جلف، کلاه‌گیس‌های بزرگ و…

نمایش اجرا می‌کند یا رفتار ستاره‌های زن سینما یا موسیقی را تقلید می‌کند. بسیاری از ملکه‌های زرق و برق ادعا می‌کنند که آن‌ها رفتارهای زنانه یا اشخاص مؤنث را تقلید نمی‌کنند، بلکه نمایش «زرق و برق» برای خود یک طبقه‌بندی جداگانه است.
- پادشاه زرق و برق (drag King) فردی است که می‌تواند نقطهٔ مقابل ملکهٔ زرق و برق باشد - فردی دارای بدن مؤنث که نقش مذکر یا شبه-مذکری را بازی می‌کند. هر چند این اصطلاح مشخص‌کنندهٔ تمام طیف مبدل‌پوشان دارای بدن مؤنث نیز هست. همچنین افراد دارای خاصیت‌های بدنی مؤنث که عمل تغییر جنسیت را انجام داده‌اند، خود را تحت عنوان پادشاه زرق و برق می‌نامند، در نتیجه شخصی که با این عنوان شناخته می‌شود می‌تواند از هر بخشی از طیف افراد تراجنسی باشد. این شکل استفاده از این اصطلاح از نظر بعضی اشخاص نادقیق است.

علایق جنسی در میان افراد مبدل‌پوش تراجنسیتی دارای تنوع فراوان و از این لحاظ شبیه تنوع موجود در مردم عادی است. با وجود این، بر خلاف عقیدهٔ معمول و مرسوم، اکثر مبدل‌پوشانی که به هویت مبدل‌پوشانهٔ خود اذعان دارند و دارای خاصیت‌های بدنی مذکر هستند، ناهمنجس‌خواه هستند. بعضی (و نه تمام) زنان هم‌جنس‌گرا مبدل‌پوشی می‌کنند. با بوتچ مقایسه شود.

## مبدل‌پوشی مرتبط یا نامرتبط با تراجنسیتی
- یک مبدل‌پوش یادگارخواه معمولاً یک مرد ناهمجنس‌خواه است که به‌عنوان بخشی از یک یادگار جنسی مبدل‌پوشی می‌کند. اغلب تشخیص یادگارخواهی در استفاده از لباس زنانه به‌عنوان یک جسم از رفتار تراجنسیتی که شامل بازی‌های جنسی باشد، مشکل است.
- بازی جنسی مبدل (crossplay) عملی است که هم توسط افراد تراجنسیتی و هم توسط افراد غیر تراجنسیتی انجام می‌شود که این عمل شامل پوشیدن لباس‌های شخصیت‌های خیالی از جنس مخالف است که اغلب از پویانمایی‌های ژاپنی برگرفته شده‌اند.
- نقاب زنانه زدن شکل خاصی از مبدل‌پوشی است که همراه لباس‌ها و رفتار زنانه، یک نقاب با شکل و نمای زنانه برای صورت یا سر استفاده می‌شود. این نقاب‌ها معمولاً از لاستیک خام (latex) ساخته می‌شوند.
- بعضی از داستان‌ها یا فانتزی‌ها یا نقش بازی کردن‌های جنسی دارای عنصری از زنانه‌سازی اجباری در خود دارند که در آن یک مرد مجبور می‌شود که لباس‌های زنانه بپوشد یا وانمود کند که یک زن است. این اجبار اغلب به عنوان بخشی از تحقیر جنسی (نوعی رفتار که فردی با هدف کسب برتری و قدرت جنسی شریک جنسی‌اش را تحقیر می‌کند).

## لباس‌ها
معین‌کنندهٔ اصلی مبدل‌پوشی تا حدی ساخته و پرداختهٔ شرایط اجتماعی است. به‌عنوان مثال، در جوامع غربی، شلوار عموماً به‌عنوان یک جز از البسهٔ مردانه محسوب می‌شده‌است که پوشیدن آن برای زنان نیز هم‌اکنون پذیرفته شده‌است. عموماً این مسئله به عنوان مبدل‌پوشی محسوب نمی‌شود و بعضی زنان اجزایی از لباس‌های مردانه (مانند کت و شلوار، پیراهن مردانه یا ژاکت) را به دلیل مد بودن و بدون ترس از بدنامی اجتماعی می‌پوشند. در نتیجه، برای فرد دارای ویژگی‌های بدنی زنانه مبدل‌پوشی به شکلی قابل‌توجه که منجر به قابل‌قبول بودن به عنوان مرد (بالا را ببنید) شود، بسیار مشکل شده‌است. با وجود این در مورد مردان این مسئله عموماً صحیح نیست. به‌عنوان مثال، در جوامع غربی، مردی که قطعه‌ای از لباس معمول زنانه مانند دامن را می‌پوشد، نمی‌تواند این مسئله را با پیروی از مد روز یا همانند آنچه زنان به‌عنوان پیروی از روش شخصی در لباس پوشیدن می‌دانند، توجیه کند.

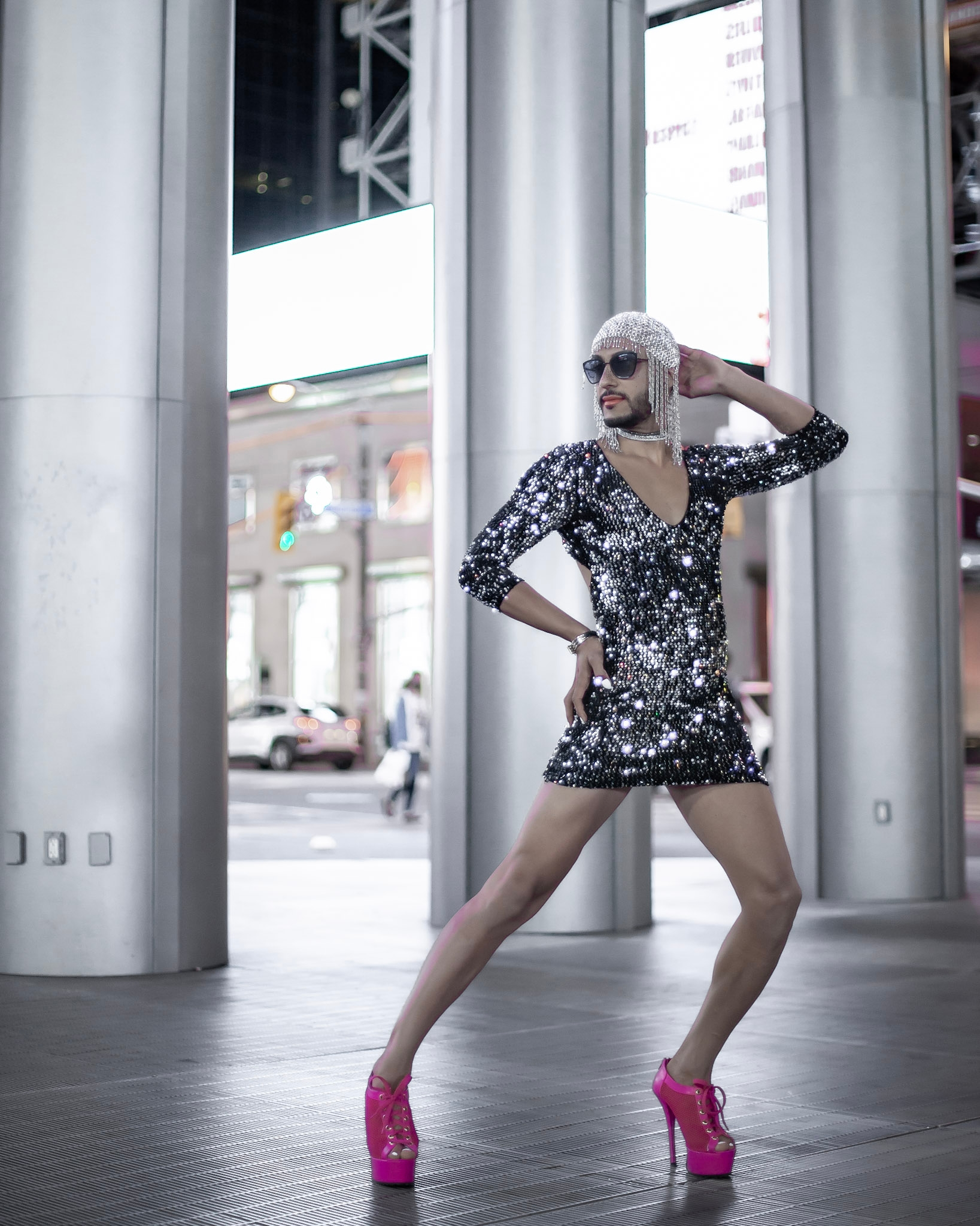
درگ کوِِیین ایرانی (آوین) در خیابان های تورنتو _ عکس از پوریا افخمی

به‌طور مشابه، در فرهنگ‌هایی که مردان لباس‌های دامن مانند مثل کیلت (دامن مردانه اسکاتلندی) یا سارونگ (پارچه‌ای رنگارنگ که در مالزی و کشورهای اطراف آن مردان و زنان آن را مانند لنگ دور کمر خود می‌بندند)، این البسه به‌عنوان لباس‌های زنانه محسوب نمی‌شوند، و پوشیدن آن‌ها به‌عنوان مبدل‌پوشی محسوب نمی‌گردد.

### حقوق یکسان در زمینهٔ پوشش
زمانی در جوامع غربی، پوشیدن لباس‌هایی که به‌طور قراردادی اختصاص به مردان داشت توسط زنان یک تابو (حرام انگاشته) بود. امروزه دیگر این مسئله وجود ندارد و زنان اغلب با لباس‌هایی چون شلوار، پیراهن مردانه، کراوات و حتی ست کت و شلوار کامل دیده می‌شوند. اما پوشیدن لباس‌هایی که به‌طور ستنی اختصاص به زنان دارد توسط مردان هنوز یک تابو محسوب می‌شود. بسیاری از افراد این مسئله را به‌عنوان عدم تعادل در برابری اجتماعی زنان و مردان برمی‌شمارند و باور دارند که مردانی که مثلاً می‌خواهند یک پیراهن زنانه بپوشند، از تبعیض در این مورد رنج برند. یکی از سخنرانان عمده در این زمینه کمدین و بازیگر «ادی ایزارد» است که دوست دارد گهگاه برای دلایل کاملاً غیرجنسی، لباس‌های زنانه بپوشد یا چهره‌اش را آرایش کند. این مسئله به عنوان «حقوق یکسان در زمینهٔ پوشش» خوانده می‌شود.
با وجود این، بسیاری از فرهنگ‌های سنتی در بخش‌های دیگر جهان چون آفریقا، هنوز به منع کردن زنان از پوشیدن شلوار یا لباس‌هایی که در عرف مردانه محسوب می‌شوند، ادامه می‌دهند.
روی دیگر این مسئله مقاومتی است که یک شخص در برابر لباسی که عرف بر حسب جنسیت شخص به آن حکم می‌کند، از خود نشان می‌دهد؛ مثلاً مردان در مقابل پوشیدن کراوات مقاومت می‌کنند یا زنان در برابر پوشیدن دامن مقاومت از خود نشان می‌دهند.

## تحلیل

### مبدل‌پوشان دارای ویژگی‌های بدنی زنانه
مبدل‌پوشی در میان زنان، حداقل در جوامع غربی، نادر به‌نظر می‌رسد که بعضی افراد این مسئله را به تعدد کمتر مبدل‌پوشی نسبت نمی‌دهند به مسائلی که در بالا به آن اشاره شد (پذیرفته شدن اکثر پوشش‌های مردانه برای زنان) و توجه کمتر به رفتار زنان در انتخاب پوشش‌های مردانه نسبت داده می‌شود. در هر صورت، مثال‌هایی از مبدل‌پوشانی که ویژگی‌های بدنی زنانه داشته‌اند در تاریخ وجود داشته‌است که در پایین ذکر شده‌اند.
بعضی محققین که به شکل متفاوتی به قضیه می‌نگرند، مسئله دیگری را به عنوان دلیل مبدل‌پوشی زنان ذکر کرده‌اند. در یک جامعهٔ پدرسالار دلیل پذیرفتن یک نقش مردانه (مثلاً پوشیدن لباس‌های مردانه) توسط یک زن می‌تواند تمایل به بالابردن طبقه‌بندی اجتماعی‌اش باشد در حالیکه پذیرفتن یک نقش زنانه توسط یک مرد، طبقهٔ اجتماعی‌اش را در جامعه پایین می‌آورد.
بنابراین زنان می‌توانند بدون اینکه حس ترحم را در داوری داخل نماییم، به جاه‌طلب‌هایی در عرصهٔ اجتماع تبدیل می‌شوند در حالیکه مردان بدون دخالت دادن حس ترحم در داوری به عنوان بازندگان معترف به شکستی هستند که در جستجوی غلبه مردانه شکست خورده‌اند و به دست خود از مسیر تولیدمثل دورافتاده‌اند. با وجود این، این تنها یک دیدگاه است که مبتنی بر این ایده است که زنانی که نقش‌هایی مردانه را می‌پذیرند توسط جامعه برای این کار خود «پاداش» می‌گیرند که ممکن است همیشه چنین نباشد، پس این تنها دیدگاه ممکن نیست.

### دیدگاه روانکاوی کلاسیک
دیدگاه روانکاوی کلاسیک دربارهٔ مبدل‌پوشی بر نقش تابو در زمینهٔ رفتار تأکید می‌کند. تنها اشیایی که یک جنسیت از آن منع شده‌اند در این تعریف می‌گنجند و بنابراین اختصاصی بودن یک شی به یک جنسیت یا دیگری مشمول این تعریف نیست، بلکه منع و نهی آن شی است که برای آن‌هایی که دارای وابستگی یادگارخواهانه به مبدل‌پوشی (در تضاد با وابستگی سیاسی یا جنسی به مبدل‌پوشی) می‌باشند، لذت به همراه دارد. با توجه به این دیدگاه، به محض اینکه بخشی از البسه به‌عنوان نوعی لباس برای گاه‌وبیگاه پوشیدن (مانند کراوات مردان که در دههٔ هفتاد میلادی از تابو به مد تبدیل شد) پذیرفته شد، قابلیت خود را برای مبدل‌پوشی محسوب شدن، از دست می‌دهد.

### مسئله انگیزه‌های مربوط به مبدل‌پوشی
مشخص نمودن دقیق انگیزه‌های مبدل‌پوشی بخصوص زمانی‌که در مورد موارد تاریخی صحبت می‌کنیم و زمانی‌که مبدل‌پوشی به یک رویداد خاص (مانند فرار کردن در پوشش مبدل) مربوط نیست، معمولاً غیرممکن است. این مسئله به این دلیل است که اسناد اندکی در این زمینه‌ها باقی مانده‌است که اغلب این اسناد یا مدارک دادگاهی هستند (که مبدل‌پوش در آن دادگاه نهایت سعی خود را کرده‌است که چیزی بگوید که مجازات‌اش کم‌تر شود) یا شرح و بسط‌هایی توسط افراد دیگری هستند که شاید نتوانسته‌اند (یا نخواسته‌اند) که انگیزه‌های رفتار مبدل‌پوشانه را درک کنند. از این گذشته، بعضی تقسیم‌بندی‌ها در زمان حیات بعضی اشخاص وجود نداشته‌اند. این مسئله در مورد مفاهیمی مانند همجنس‌گرایی در بین زنان و مردان، تراجنسیتی، تراپوشی و تمام مفاهیم دیگری که رفتارها یا افراد از نظر جنسیتی متفاوت را توصیف می‌کنند، به یک اندازه صادق است. در نتیجه افراد توانایی طبقه‌بندی خود را به عنوان عضوی متعلق به یک گروه یا گروه دیگر، نداشته‌اند و در مورد معاصران هم این قضیه صادق بوده‌است.
تشخیص دقیق و با اطمینان انگیزه‌های مبدل‌پوشی افراد امروزی نیز می‌تواند به همان اندازه مشکل باشد. نه تنها به خاطر اینکه تنها راه معقول و مطمئن انگیزه‌های اشخاص گفته‌های خود آنهاست بلکه بخاطر اینکه بعضاً نمونه‌هایی از افراد وجود داشته‌است که انگیزهٔ خاصی را برای مبدل‌پوشی خود ذکر کرده‌اند که بعدها در طی مطالعات مشخص شده‌است که انگیزهٔ دیگری نیز وجود داشته‌است که خود آن‌ها از آن بی‌خبر بوده‌اند. مثال کلاسیک این مسئله افراد تراجنسیتی هستند که مراحل گذر جنسیتی را گذرانده‌اند و انگیزهٔ مبدل‌پوشی خود را تنها با توصیف این که «فقط بخاطر مبدل‌پوش بودن» ذکر می‌کنند یا مبدل‌پوشی یادگارخواهانه (در مورد زنانه‌پوشان) یا عملی بودن لباس پوشیدن مردانه برای زنی که دوست ندارد با کلیشه‌های پدرسالارانه
از زنانگی هماهنگی یابد (در مورد مردانه‌پوشان).

### نمونه‌های فرهنگی از مبدل‌پوشی
مبدل‌پوشی موضوع بسیاری از آثار ادبی است. اشاره به مبدل‌پوشی معمولاً برای ایجاد اثر کمیک استفاده می‌شود ولی با این وجود نمونه‌های جدی‌تری هم وجود دارند.

#### فیلم و ویدئو
فیلم‌های زیادی مبدل‌پوشی را به عنوان عنصری از طرح اصلی داستانشان استفاده کرده‌اند. تعدادی از آن‌ها عبارتند از:
- پریسیلا، ملکه بیابان (Priscilla, Queen of the Desert)
- بعضی‌ها داغشو دوس دارن (Some Like It Hot)
- توتسی (Tootsie)
- خانم دابت‌فایر(Mrs. Doubtfire)
- دختران سفید
- خانه مامان گنده
- خانه مامان گنده ۲

تمام فیلم‌های بالا کمدی هستند؛ بسیاری از فیلم‌های دیگر از مبدل‌پوشی برای ایجاد اثر خنده‌آور استفاده می‌کنند اما نه به‌عنوان عنصر اصلی طرح داستانی.
فیلم‌هایی که در آن‌ها مبدل‌پوشی در مفهومی جدی مورد توجه قرار می‌گیرند، کمیابند. با وجود این فیلم قفس پرنده (The Birdcage) سعی می‌کند که خرده‌فرهنگی را به تصویر بکشد. در فیلم بازی اشکبار (The Crying Game) نیز طرح داستان دارای یک شخصیت زن تراجنسیتی است و به‌طور جانبی به مسئلهٔ مبدل‌پوشی می‌پردازد.
در بین فیلم‌های ایرانی معروفترین نمونه مبدل‌پوشی در فیلم آدم‌برفی دیده می‌شود.

## نگارخانه

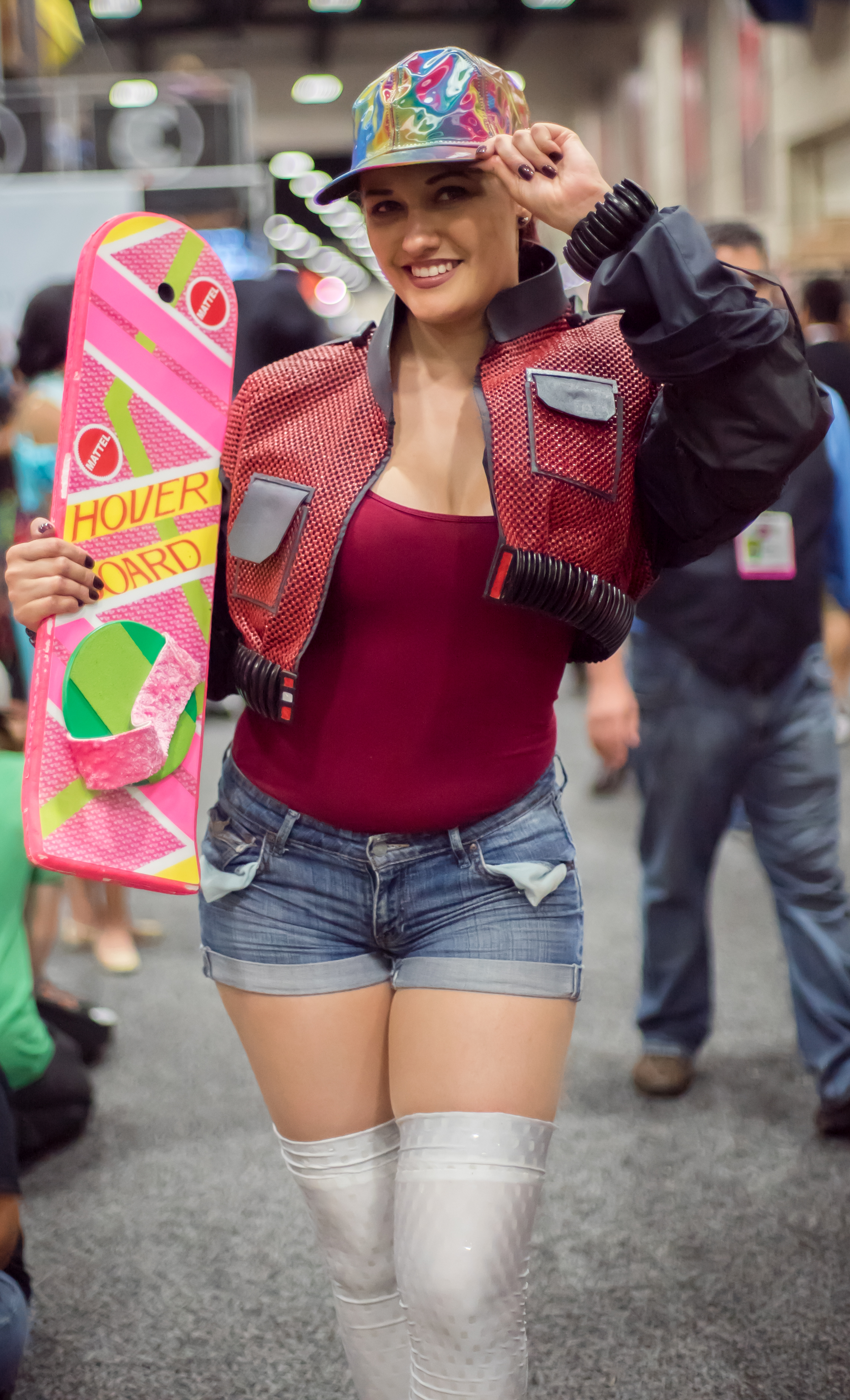
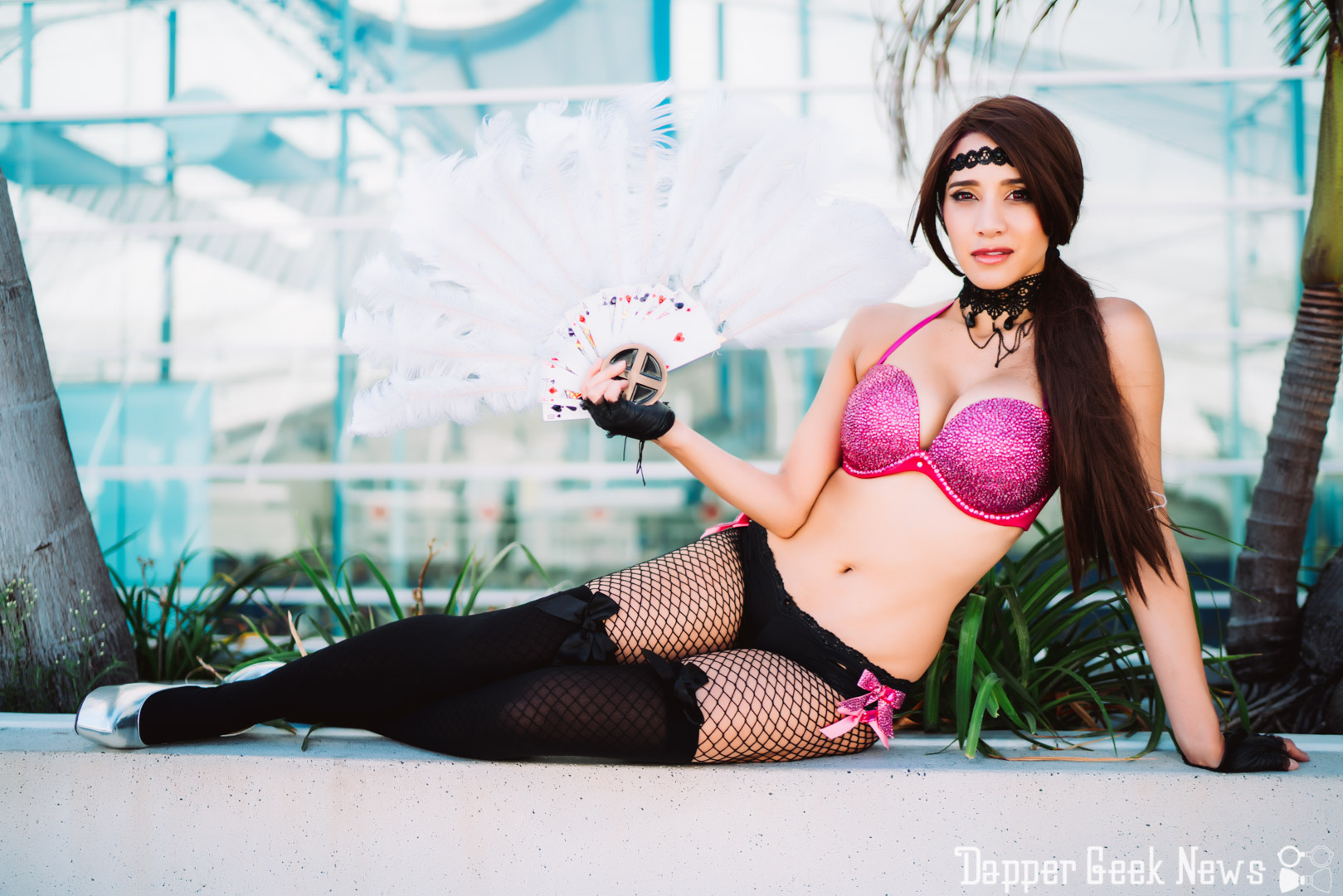
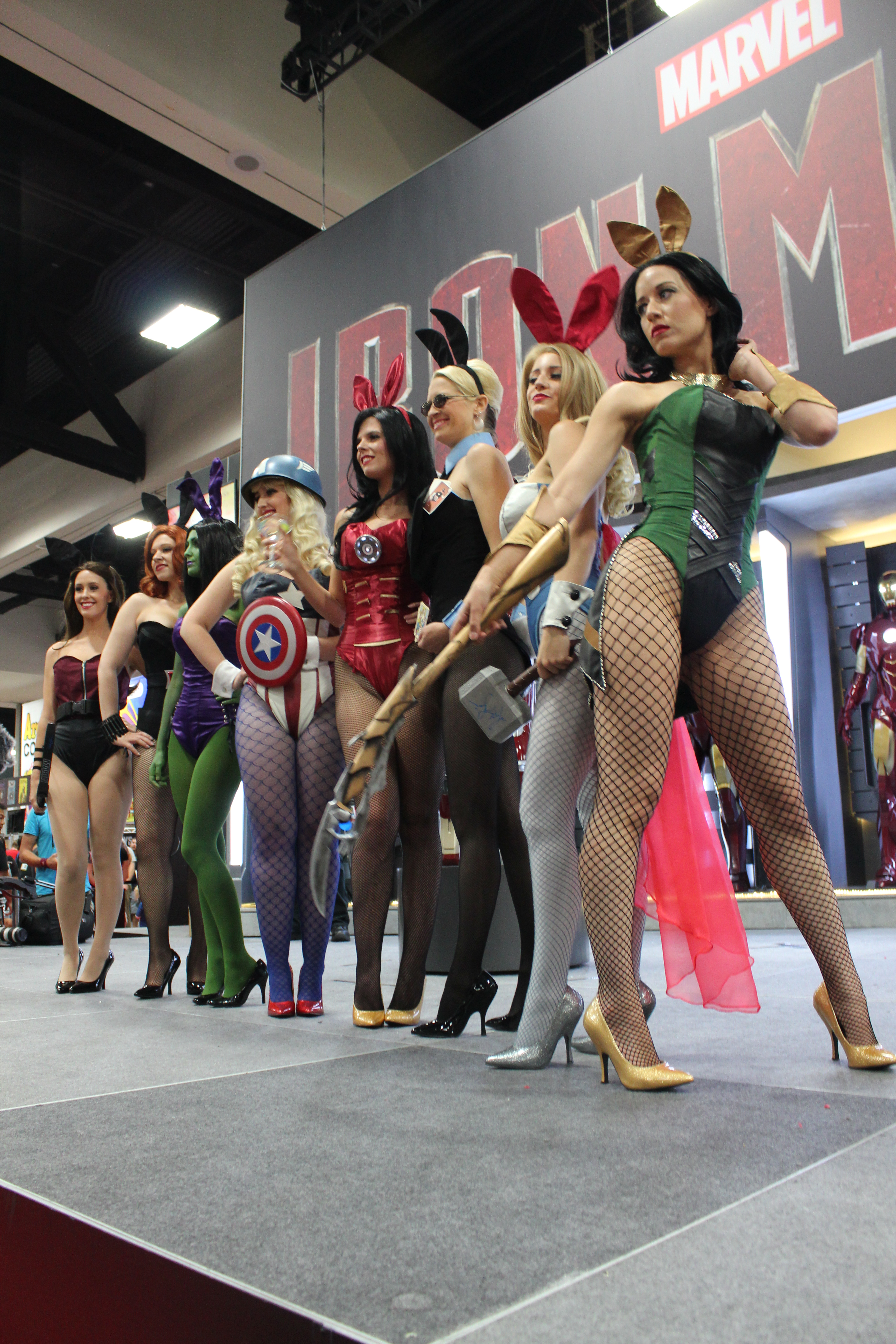
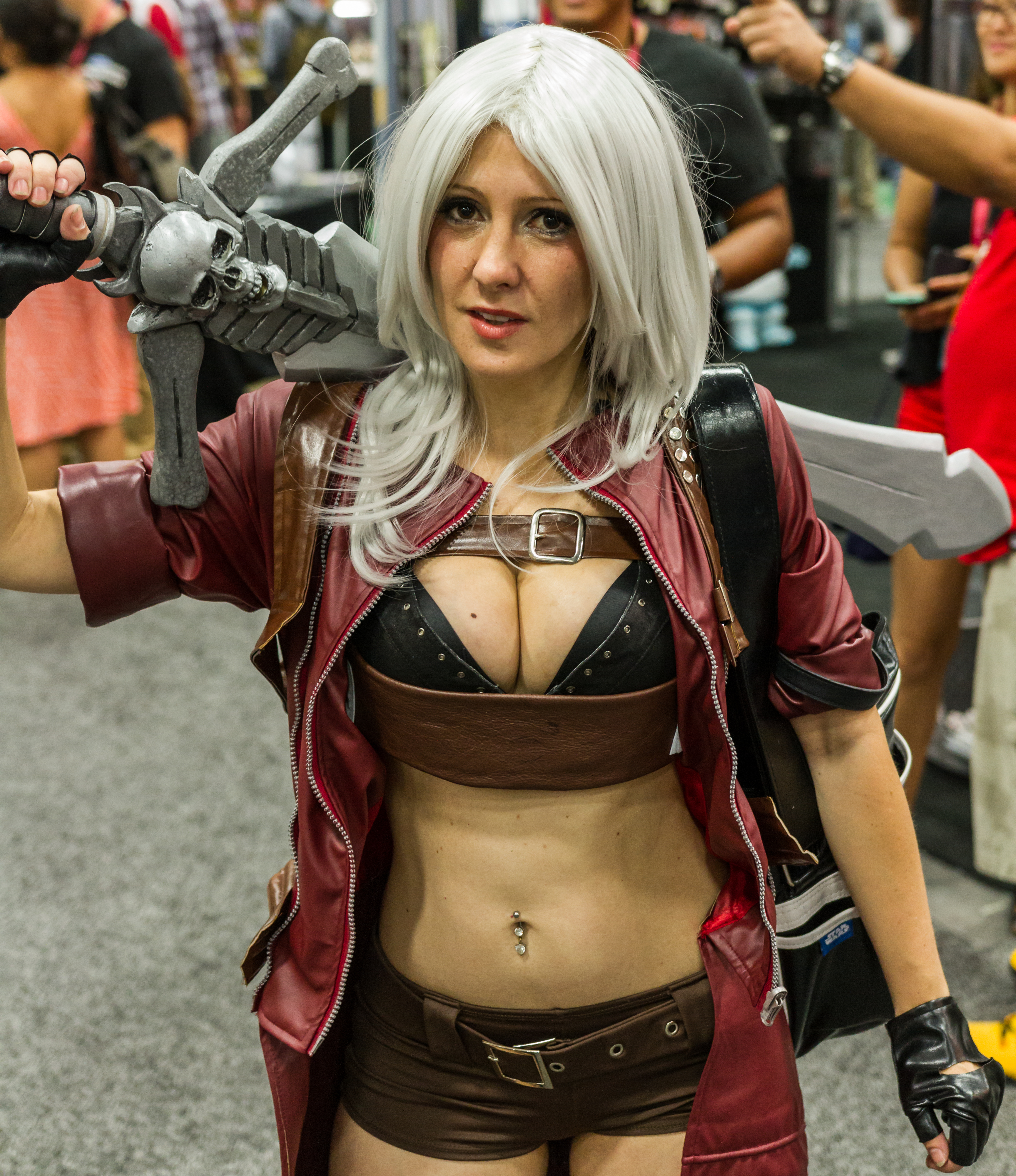
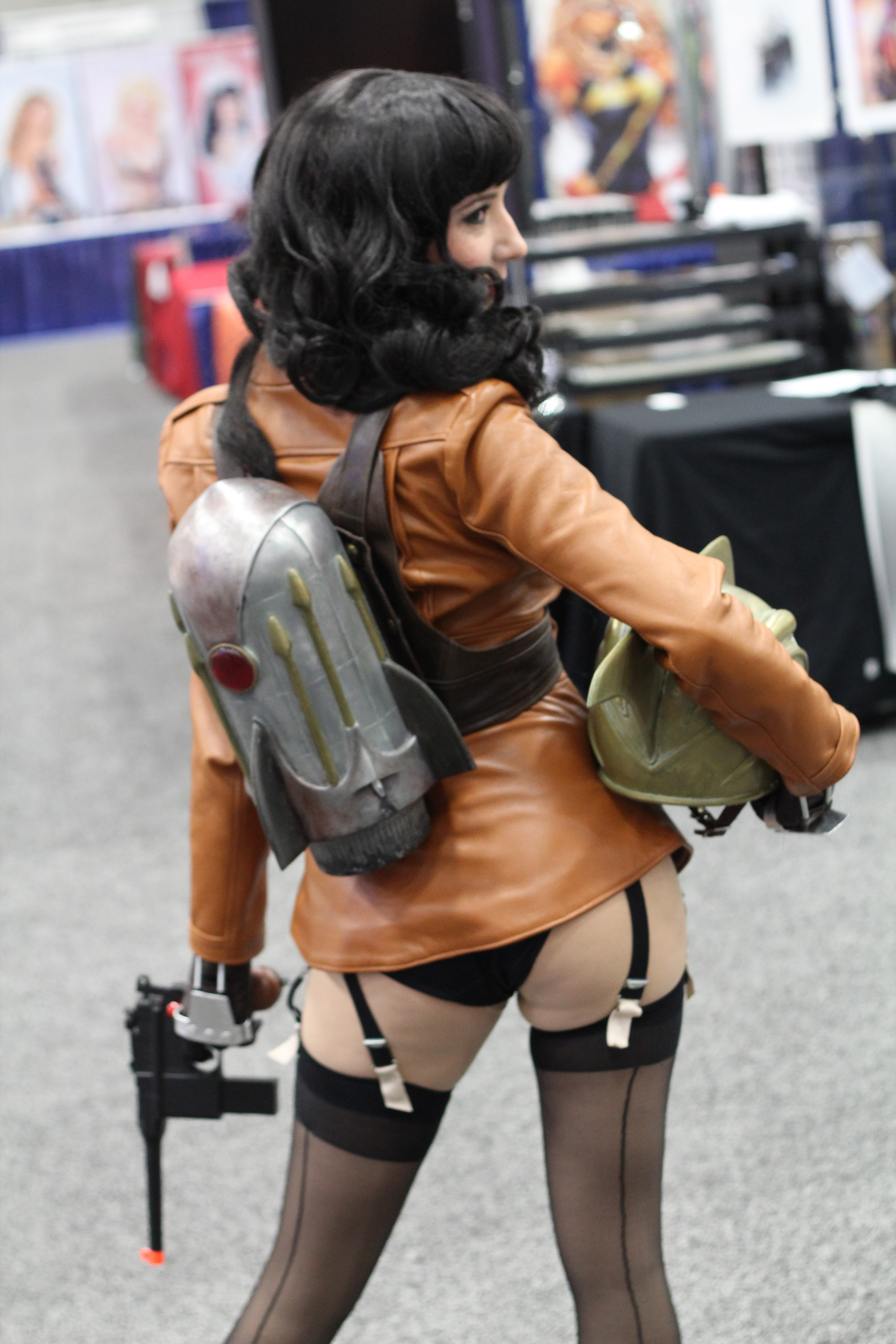